# Villamol
Villamol é um município da Espanha na província de León, comunidade autónoma de Castela e Leão, de área 39,92 km² com população de 222 habitantes (2004) e densidade populacional de 5,56 hab/km².

## Demografia
| Variação demográfica do município entre 1991 e 2004 | Variação demográfica do município entre 1991 e 2004 | Variação demográfica do município entre 1991 e 2004 | Variação demográfica do município entre 1991 e 2004 |
| --------------------------------------------------- | --------------------------------------------------- | --------------------------------------------------- | --------------------------------------------------- |
| 1991                                                | 1996                                                | 2001                                                | 2004                                                |
| 300                                                 | 270                                                 | 235                                                 | 222                                                 |